# Potyczka o Preah Vihear (2008)
Potyczka pod Preah Vihear − starcie między Kambodżą a Tajlandią, które miało miejsce 15 października 2008. W starciu zginęło 2 kambodżańskich żołnierzy, a kilku zostało rannych. Po stronie tajlandzkiej rannych zostało kilku żołnierzy, natomiast ok. 20 trafiło do kambodżańskiej niewoli.

## Geneza konfliktu
Świątynia Preah Vihear, o którą toczy się spór, zbudowana została w XI w., na szczycie wzgórza (525 m n.p.m.). W 1954 r., po wycofaniu się wojsk francuskich z Kambodży, została zajęta przez wojsko tajlandzkie. Po interwencji Kambodży w Międzynarodowym Trybunale Sprawiedliwości w Hadze, w 1962 r. Preah Vihear został przyznany Kambodży. 2 lipca 2008 z inicjatywy Kambodży wpisano Preah Vihear na Listę Światowego Dziedzictwa Kulturowego i Przyrodniczego Ludzkości, co wznieciło spór o świątynię. Oba kraje w październiku 2008 rozmieściły w spornym rejonie dodatkowe wojska.

## Okoliczności walki
15 października 2008 doszło do wymiany ognia między dwoma wojskami − kambodżańskim i tajskim. Wymiana ognia pod świątynią Preah Vihear trwała ok. 10 minut, maksymalnie godzinę. Obie strony użyły m.in. pocisków rakietowych. Władze Kambodży twierdzą, że to Tajowie, którzy wkroczyli na terytorium Kambodży zaczęli strzelać pierwsi. Po kilkunastu minutach walki zbrojnej strzelanina ustała, a strony zaczęły rozmawiać.

## Porozumienie
16 października 2008 doszło do spotkania dowódców dwóch wrogich wojsk. Na spotkaniu ustalono, iż obie strony nie usuną wojsk z rejonu świątyni, lecz zorganizowano wspólne patrole wojskowe na spornym odcinku granicy w rejonie świątyni Preah Vihear. Z kolei 12 listopada ministrowie spraw zagranicznych obu krajów uzgodnili termin wycofania oddziałów stacjonujących na spornym odcinku granicy w rejonie świątyni Preah Vihear. Żołnierze mają zacząć się wycofywać z początkiem stycznia 2009.